# The Loner (Neil Young)
The Loner è un singolo del cantautore canadese Neil Young, pubblicato nel 1969 ed estratto dall'album Neil Young.

## Tracce
1. The Loner (A-side)
2. Sugar Mountain (B-side)

## Cover
Tra gli artisti e i gruppi che hanno eseguito una cover del brano vi sono Three Dog Night, Stephen Stills e Nils Lofgren.